# Hemitriakis abdita
Hemitriakis abdita  (лат.) — редкий вид хрящевых рыб рода суповых акул семейства куньих акул отряда кархаринообразных. Эндемик центрально-западной части Тихого океана. Размножается бесплацентарным живорождением. Вид известен по нескольким экземплярам. Максимальная зафиксированная длина 80 см. Опасности для человека не представляет.

## Таксономия
Впервые научное описание этого вида было дано в 1993 году. Голотип представляет собой неполовозрелого самца длиной 59,6 см, пойманного в 1985 году у берегов Квинсленда на территории островов Кораллового моря на глубине 225 м. Паратипы: неполовозрелая самка длиной 56,1 см, пойманная на глубине 343 м; неполовозрелый самец длиной 46,5 см, пойманный на глубине 225 м; неполовозрелая самка длиной 53,6, пойманная на глубине 225 м; неполовозрелый самец длиной 36 см, пойманный на глубине 401 м.

## Ареал
Эти акулы являются редкими эндемиками центрально-западной части Тихого океана. Они обитают в Коралловом море, у берегов Квинсленда и Новой Каледонии на континентальном шельфе на глубине 225—400 м.

## Биология
Подобно прочим представителям семейства куньих акул  Hemitriakis abdita размножаются бесплацентарным живорождением. Эмбрионы питаются исключительно желтком. Половой зрелости достигают при длине 65 см. Размер новорожденных составляет 20—25 см. Максимальная зафиксированная длина 80 см.

## Взаимодействие с человеком
Эти акулы не представляют опасности для человека. Не являются объектом целевого лова. В местах обитания этого вида глубоководный рыбный промысел отсутствует. Данных для оценки статуса сохранности данного вида недостаточно.